# Hartwig Löger

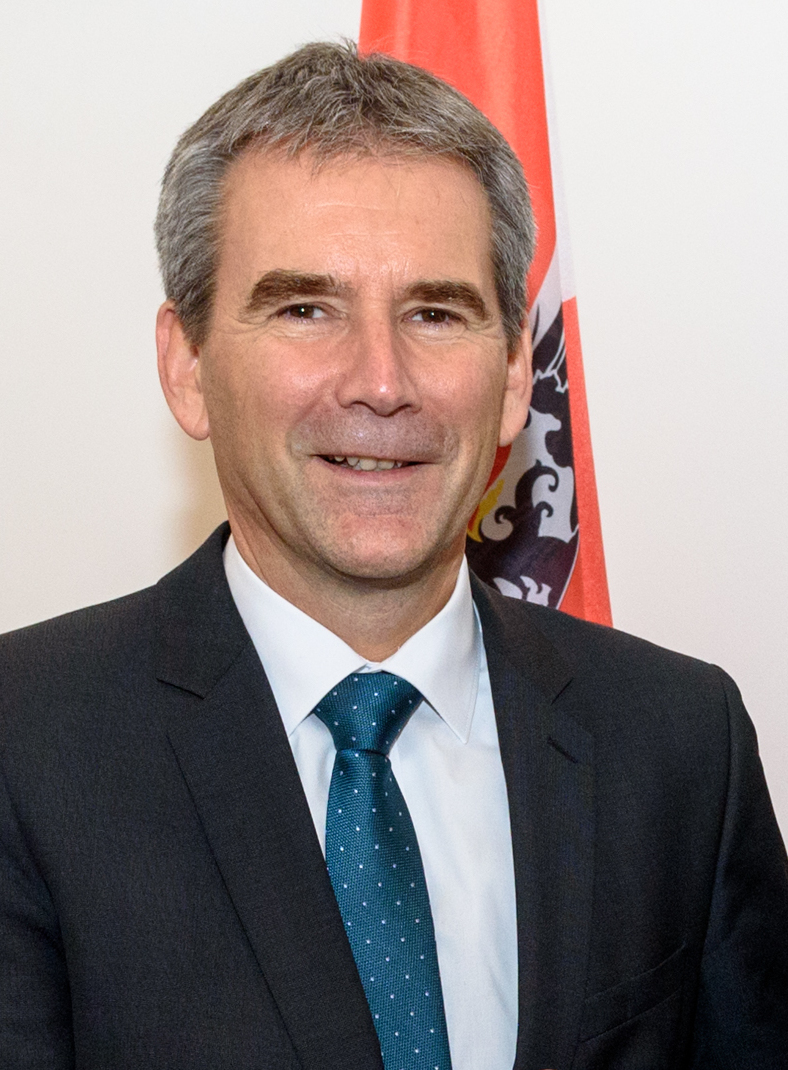
Hartwig Löger (2017)

Hartwig Löger (* 15. Juli 1965 in Selzthal, Steiermark) ist ein österreichischer Manager und ein ehemaliger Politiker.
Von 2011 bis 2017 war Löger Vorstandsvorsitzender der UNIQA Österreich (ab 2013 UNIQA Österreich Versicherungen AG).
Ab 18. Dezember 2017 war er Bundesminister für Finanzen und amtierte ab 22. Mai 2019 für wenige Tage als Vizekanzler in der Bundesregierung Kurz I. Am 28. Mai 2019 wurde er nach einem erfolgreichen Misstrauensvotum gemeinsam mit den weiteren Mitgliedern der Bundesregierung Kurz des Amtes enthoben, aber gleichzeitig mit der Fortführung der Verwaltung des Bundesministeriums für Finanzen und des Bundeskanzleramtes sowie dem Vorsitz in der einstweiligen Bundesregierung betraut. Damit wurde Löger – im Einklang mit der Bundesverfassung – einstweiliger Bundeskanzler. 
Er blieb in diesen Funktionen bis zur Angelobung der Bundesregierung Bierlein am 3. Juni 2019.
Seit Jänner 2021 ist er Vorstandsmitglied des Versicherungskonzerns Vienna Insurance Group (VIG), mit 1. Juli 2023 übernahm er den Vorstandsvorsitz der VIG.

## Leben
Hartwig Löger, Sohn eines Eisenbahners in dritter Generation, wuchs in Selzthal in der Steiermark auf und maturierte 1983 am Stiftsgymnasium Admont. Ursprünglich wollte er Pilot werden, beim Bundesheer begann er eine Offiziersanwärterausbildung und machte die Pilotenaufnahmeprüfung. Er scheiterte aber an einer Knieverletzung und kam durch Zufall in die Versicherungsbranche. 
Von 1987 bis 1989 absolvierte er den Universitätslehrgang für Versicherungswirtschaft an der Wirtschaftsuniversität Wien und von 1999 bis 2001 einen Internationalen Managementlehrgang (IMEA) an der Universität St. Gallen.
Löger war von 1985 bis 1989 als Kundenbetreuer bei einem Versicherungsmakler tätig, anschließend bis 1996 bei der Allianz Versicherungs AG Verkaufsleiter für die Steiermark, danach bis 1997 Assistent der Geschäftsleitung bei der Grazer Wechselseitigen und bis 2002 Vertriebsleiter bei der Donau Versicherung AG. Von 2002 bis 2017 war er für die UNIQA Insurance Group tätig, zunächst bis 2005 als Geschäftsführer der UNIQA International Versicherungs-Holding GmbH und bis 2011 als Leiter des Exklusivvertriebs für den Konzern. 2011 wurde er Vorstandsmitglied der UNIQA Versicherungen AG und Vorstandsvorsitzender (CEO) der UNIQA Österreich (seit 2013 UNIQA Österreich Versicherungen AG), wo im Dezember 2017 Kurt Svoboda die Nachfolge antrat.
Von 2014 bis Februar 2018 war Löger als Nachfolger von Peter Haubner Präsident der Sportunion, im Februar 2018 folgte ihm Michaela Steinacker in dieser Funktion nach. Löger ist verheiratet, hat zwei Kinder und lebt in Wien. 
Im Jahr 2015 kandidierte er bei den Wiener Wirtschaftskammerwahlen auf der „Liste 1: Einheitsliste ÖWB/SWV“ und errang ein Ausschussmandat in der Sparte Bank und Versicherung.
2019 löste er einen Gewerbeschein als Berater, erster Großkunde wurde die Vienna Insurance Group (VIG). Anfang Dezember 2020 wurde bekannt, dass er mit Jänner 2021 in den Vorstand der Vienna Insurance Group einziehen soll. Vom Aufsichtsrat unter Aufsichtsratschef Günter Geyer wurde er für die Zeit von 1. Jänner 2021 bis 30. Juni 2023 zum Mitglied des VIG-Vorstands bestellt. Im November 2022 wurde er vom Aufsichtsrat zum Nachfolger von Elisabeth Stadler als Vorstandsvorsitzender der VIG ab dem 1. Juli 2023 bestellt.
Löger ist er Mitglied der katholischen Mittelschulverbindung Markomannia-Eppenstein im Mittelschüler-Kartell-Verband (MKV), sein Couleurname lautet Seneca, in Anlehnung an den römischen Philosophen Seneca.

## Politik

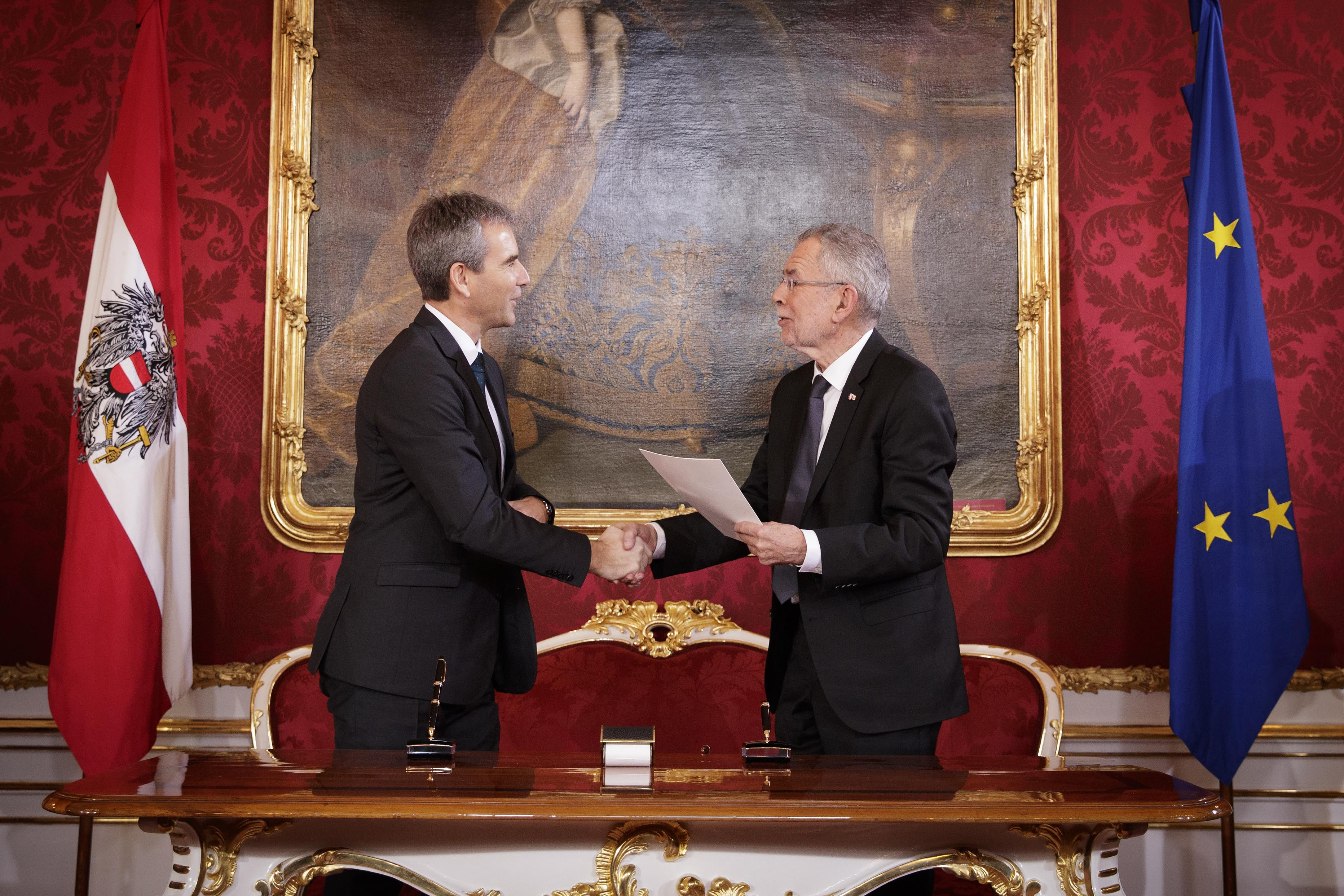
Hartwig Löger (links) bei der Angelobung mit Bundespräsident Alexander Van der Bellen (2017)

Seit September 2011 ist er Mitglied in der Wiener Landesorganisation des VP-Wirtschaftsbundes. Bei seiner Zeugenaussage unter Wahrheitspflicht vor dem Wiener Straflandesgericht im Zuge des Prozesses wegen falscher Beweisaussage gegen Sebastian Kurz im Dezember 2023 war sich Löger nicht sicher, ob er ordentliches Wirtschaftsbund-Mitglied und damit auch ÖVP-Mitglied oder lediglich außerordentliches Mitglied im Wirtschaftsbund sei.
Hartwig Löger war von 18. Dezember 2017 bis 28. Mai 2019 Bundesminister für Finanzen in der Bundesregierung Kurz I, nominiert von der ÖVP.
Neben Gernot Blümel, Günther Helm (ehemals Hofer KG) und Wolfgang Leitner ist er seit Jänner 2018 Mitglied des Nominierungskomitees der Österreichischen Bundes- und Industriebeteiligungen GmbH (ÖBIB). Das Komitee entscheidet darüber, wer in die Aufsichtsräte der Firmen mit Staatsbeteiligungen entsendet wird. Im Oktober 2018 präsentierte Löger seine Pläne für eine neue Staatsholding, die ÖBIB wurde in der Folge in die ÖBAG, die Österreichische Beteiligungs AG umgewandelt.
Am 21. März 2018 hielt Löger seine erste Budgetrede im Parlament und präsentierte ein Doppelbudget für 2018/2019. 2018 wurden aufgrund niedriger Zinsen 488 Millionen Euro weniger als veranschlagt ausgegeben, die tatsächlichen Einsparungen betrugen 66 Millionen Euro. Für das Jahr 2019 budgetierte das Finanzministerium einen Budgetüberschuss in der Höhe von 541 Millionen Euro. Damit würde Österreich erstmals seit 1954 einen Budgetüberschuss im Bund erzielen.
Löger war von 22. Mai bis 28. Mai 2019 Vizekanzler, nachdem der bis dahin amtierende Vizekanzler Heinz-Christian Strache zuvor wegen der Ibiza-Affäre von all seinen Ämtern zurückgetreten war. Am 28. Mai 2019 wurde er nach einem erfolgreichen Misstrauensantrag des Nationalrates gegen die gesamte Bundesregierung Kurz I mit der Fortführung der Verwaltung im Bundesministerium für Finanzen und mit dem Vorsitz in der einstweiligen Bundesregierung und der Fortführung der Verwaltung im Bundeskanzleramt betraut und blieb in diesen Funktionen bis zur Angelobung der Bundesregierung Bierlein am 3. Juni 2019.
Im Zuge der Casino-Affäre, bei der es um Postenschacher ging, erhielt Löger ein SMS des früheren FPÖ-Obmanns Heinz-Christian Strache. Dieser bedankte sich für die Unterstützung Lögers bei den Casinos (CASAG). Löger hatte das SMS laut Falter mit dem Zeichen „Daumen hoch“ beantwortet.

## Politische Standpunkte

### Country-by-Country-Reporting
Im Februar 2018 sprach er sich gegen das öffentliche Public Country-by-Country-Reporting aus, dies sei „nicht unbedingt erforderlich, um effektiver für Steuergerechtigkeit kämpfen zu können“. Kritisiert wurde er dafür unter anderem von der globalisierungskritischen Nichtregierungsorganisation Attac. 
Auch ÖVP-EU-Parlamentsdelegationsleiter Othmar Karas gab daraufhin bekannt, dass er in seiner eigenen Partei für die Einführung des öffentlichen Country-by-Country-Reportings werben wolle. Er stellte in Folge klar, dass eine volle Steuerwahrheit für Konzerne auf internationaler Ebene gegeben sein müsse, die Frage sei aber, in welcher Form die Veröffentlichung der Details darüber erfolgen solle.

### Vermögensbesteuerung
Im Herbst 2018 sprach sich Löger für die Einführung einer Steuer auf Aktiengewinne in Österreich und auf EU-Ebene aus. Zugleich würden damit die seit 2014 bestehenden Bemühungen von zehn EU-Staaten, darunter Österreich, für die Einführung einer Finanztransaktionssteuer beendet werden.

## Auszeichnungen
- 2019: Betriebliche Altersversorgung Award (baV Award)[38]
- 2023: Ehrenring der Sportunion[39]

## Werke
- Hartwig Löger: Die Feuer-Betriebsunterbrechungs-Versicherung: lebensnotwendig zur Erhaltung der Liquidität im Brandschadenfall. Universitätslehrgang Versicherungswirtschaft an der Wirtschaftsuniversität, Hausarbeit, Wien 1989 (Katalogeintrag des WU Bibliothekskatalogs).